# Центар за квир студије
Центар за квир студије (такође познат по скраћеници ЦКС) удружење је грађана основано 2010. са циљем популаризације, видљивости и ширег друштвеног и академског етаблирања квир теорије и културе, као и аутора и ауторки који се њоме баве. Оснивачице и оснивач Центра за квир студије су Ивана Пражић, Тања Марковић и Душан Маљковић.

## Часопис за квир теорију и културу
У периоду од 2010. до 2012. ЦКС је издао 9 бројева часописа за квир теорију и културу QT.
| Број | Назив броја                         | Уредник        | Година издања |
| ---- | ----------------------------------- | -------------- | ------------- |
| 1—2  | Природа жеље и друштво трансгресије | Душан Маљковић | 2010.         |
| 3—4  | Увод и историју преступа            | Душан Маљковић | 2010.         |
| 5—6  | Мишел Фуко и аналитика моћи         | Душан Маљковић | 2011.         |
| 7    | Жак Лакан и изазов психоанализе     | Душан Маљковић | 2011.         |
| 8—9  | Сигмунд Фројд и рађање психоанализе | Душан Маљковић | 2011.         |

## Истраживања
Центар за квир студије публиковао је два истраживања: кванитативно истраживање Парада поноса и ЛГБТ популација (2014) и Хомофобија и интернализована хомофобија у Србији, квалитативно истраживање (2016). Ауторке истраживања су Маријана Стојчић и Драгана Петровић.

### Парада поноса и ЛГБТ популација
Почетком 2014. спроведено је четворомесечно истраживање Парада поноса и ЛГБТ популација, испитујући ставове припадника/ца ЛГБТ популације о Паради поноса. Истраживање је споведено преко упитника (квантитативни део истраживања) и фокус група (квалитативни део). Упитник је био доступан преко интернета и у штампаној форми, и садржао је 52 питања. Одржане су четири фокус групе: две у Београду и по једна у Новом Саду и Нишу. Циљ истраживања добијање јасније слике о томе које су главне тенденције у ставовима припадика/ца ЛГБТ популације у вези са Парадом поноса као обликом политичке борбе за права ЛГБТ популације, али и другим питањима везаним за активизам и свакодневни живот ове популације у Србији.
Истраживачки тим: Александар Стојаковић, Маријана Стојчић, Драгана Петровић, Марија Радоман, Тања Марковић и Сунчица Вучај.
Истраживање је финансирала Фондација за отворено друштво Србија.

### Хомофобија и интернализована хомофобија у Србији, квалитативно истраживање
ЦКС је је током 2015. спровео квалитативно истраживање Хомофобија и интернализована хомофобија, методом полуструктурисаних дубинских интервјуа испитујући ставове хетеросексуалних и хомосексуалних испитаника о хомосексуалности. Укупно 44 интервјуа је обављено у пет градова: Београд (16 интервјуа), Нови Сад (8), Ниш (8), Суботица (6) и Крагујевац (6) и притом прикупљено преко 73 сати аудио материјала и преко 1000 страна транскрипта.
Сврха истраживања је дубље и детаљније истраживање мотива, страхова и предрасуда који стоје у основи хомофобије и интернализоване хомофобије, као и утврђивање сличности и разлика у усвајању и репродуковању хомофобичних ставова код хетеросексуалних и хомосексуалних особа; постављање темеља за даља продубљенија истраживања ових тема.
Истраживање је публиковано у априлу 2016. и јавности представљено у Медија центру Београд.
Истраживачки тим: Александар Стојаковић, Маријана Стојчић, Драгана Петровић, Тања Марковић, Тамара Шћепановић и Јелена Војводић.
Истраживање је финансирала Фондација за отворено друштво Србија.

## Квир студије
У периоду од 2012. до 2015. одржано је 3 семинара квир студија на Институту за филозофију и друштвену теорију.

## Публикације
| Назив публикације                                                                 | Уредник                    | Година издања | Издавање финансирала                   |
| --------------------------------------------------------------------------------- | -------------------------- | ------------- | -------------------------------------- |
| QT 1-2: Priroda želje i društvo transgresije                                      | Душан Маљковић             | 2010.         | Фондација за отворено друштво Србија   |
| QT 3-4: Uvod u istoriju prestupa                                                  | Душан Маљковић             | 2010.         | Фондација за отворено друштво Србија   |
| QT 5-6: Mišel Fuko i analitika moći                                               | Душан Маљковић             | 2011.         | Фондација за отворено друштво Србија   |
| QT 7: Žak Lakan i izazov psihoanalize                                             | Душан Маљковић             | 2011.         | Фондација за отворено друштво Србија   |
| QT 8-9: Sigmund Frojd i rađanje psihoanalize                                      | Душан Маљковић             | 2011.         | Фондација за отворено друштво Србија   |
| Parada ponosa i LGBT populacija                                                   | Александар Стојаковић      | 2014.         | Фондација за отворено друштво Србија   |
| Homofobija i internalizovana homofobija u Srbiji, kvalitativno istraživanje       | Александар Стојаковић      | 2016.         | Фондација за отворено друштво Србија   |
| Na raskršću opresija: intersekcionalnost & LGBT aktivizam u Hrvatskoj i Srbiji    | Bojan Bilić, Sanja Kajinić | 2017.         | Marie Curie Fellowship                 |
| Velikani umetnosti i nauke i njihova zanemarena (homo)seksualnost                 | Душан Маљковић             | 2017.         | Канцеларија за људска и мањинска права |
| Preko duge u Evropu: LGBT aktivizam i evropeizacija na prostoru bivše Jugoslavije | Bojan Bilić                | 2018.         | Marie Curie Fellowship                 |